# Porto di Manfredonia
Il porto di Manfredonia, detto anche Porto Vecchio o Porto commerciale è un'antica e importante struttura portuale del Gargano, in Puglia situato in prossimità della città omonima.

## Storia
Il golfo di Manfredonia offre uno strategico punto d'approdo. La prima civiltà, di cui si hanno notizie certe, che sfruttò questa possibilità, fu quella dei Dauni, che intrattenne innumerevoli scambi commerciali con le altre civiltà che si affacciavano sul Mediterraneo.
In seguito furono i greci, e poi i romani. Sono presenti resti di strutture di epoca romana, ora non visibili, in quanto sotto il livello del mare.
Il porto fu molto importante sotto il Regno delle due Sicilie al punto che nella metà del XIX secolo venne approntato un progetto di collegamento ferroviario con Napoli per l'imbarco delle merci verso l'oriente; di questo tuttavia, e molto tempo dopo, venne realizzata soltanto la tratta di collegamento con Foggia.

## Caratteristiche

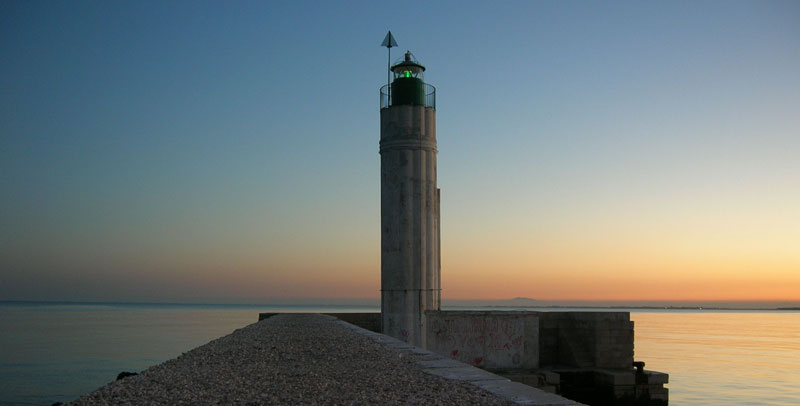
Fanale verde sul Molo di Levante

Il porto Vecchio è costituito dalle seguenti strutture:
- Molo di Ponente lungo 900 m e largo 50 m, riservato al traffico commerciale, peschereccio e a navi di servizio. Sul molo sono inoltre presenti alcuni edifici a servizio delle forze armate (Guardia di Finanza, Capitaneria di Porto, ufficio della Dogana, ecc.), il fanale rosso sulla testata e altre strutture per la cantieristica.
- Molo di Levante lungo 925 m e largo da un minimo di 15 m ad un massimo di 40 m, riservato per i primi 650 m ai soli pescherecci e per la restante parte impiegato esclusivamente come diga frangiflutti. Il molo ospita all'imboccatura il faro a luce bianca, alcune attività commerciali (bar, pescheria, cantieristica) e depositi impiegati dai marinai per il rimessaggio delle attrezzature da pesca e in testata il fanale verde, costruito originariamente a forma di fascio littorio.[6]
- Molo trapezoidale, lungo 38 m, largo in testata 8 m, a circa 120 m dalla radice del Molo di Ponente, riservato sul lato sud alle navi passeggeri che svolgono servizio per le Isole Tremiti e a pescherecci sugli altri lati. Sul molo è presente un edificio che ospita attività commerciale (Ristorante) e attività a servizio del porto stesso.
- Banchina di Tramontana lunga 445 m in parallelo alla città. Sulla banchina attraccano navi pescherecce e delle forze armate.
- Darsena di Cala dello Spuntone a Sud-Ovest della banchina di Tramontana, adibita ad attracco di yacht (Centro Velico Gargano).
- Darsena di Cala Diomede a Nord-Est della banchina di Tramontana, adibita a scalo di Yacht (Lega Navale Italiana) e ormeggio di imbarcazioni di piccole dimensioni.

Nell'immediato entroterra del porto, a ridosso dell'abitato, sono presenti il Mercato Ittico costruito nel 2004, alcuni capannoni per la cantieristica navale e altre strutture.
Il porto è fornito di tutti i servizi di assistenza, rifornimento e riparazione.

## Altri porti a Manfredonia

### Porto Alti Fondali
Il Porto Alti Fondali di Manfredonia (chiamato anche porto industriale) è situato a circa 1.8 km ad Est Nord Est dell'imboccatura del porto vecchio di Manfredonia.
Fu costruito negli anni 1970 in relazione alle attività industriali e commerciali legate al petrolchimico Anic/EniChem e al trasporto di diverse materie prime alimentari come il grano, prodotto in grandissima quantità nel Tavoliere delle Puglie (circa il 40% della produzione nazionale). Fu finanziato con i fondi della Cassa per il Mezzogiorno.
All'epoca della sua costruzione fu considerato una delle migliori infrastrutture europee del suo genere, rappresentando anche uno dei maggiori porti tra Brindisi ed Ancona.
Il movimento merci negli anni in tonnellate:
- 1975 - 385.165
- 1976 - 521.915
- 1977 - 472.824
- 1978 - 635-133
- 1986 - 1.097.000
- 1987 - 1.029.974
- 1988 - 1.761.630 (542.376 grano, 537.738 fertilizzanti, 257.749 semola, 222.723 olio e vino, 117.498 cemento, 34.807 zolfo, 21.627 sale, 13.683 perlite, 6445 mangimi, 2.500 caprolattame, 1.613 granito, 2.870 varie.)

La maggior parte dei traffici interessava la Grecia, la Turchia, la Libia, l'Egitto, l'Algeria e la Tunisia.
La struttura è legata allo scandalo dei "Nastri d'oro", costosissimi nastri trasportatori che avrebbero dovuto sostituire i traffici dei mezzi su gomma dalla zona di scarico delle merci, a terra, mai entrati in funzione. Attualmente verte in uno stato di semi abbandono e necessita di un'importante opera di ristrutturazione.

### Marina Cala delle Sirene
Alla radice del porto alti fondali, a sud-est, è presente il Marina Cala delle Sirene, un porticciolo riservato esclusivamente alla nautica da diporto.

### Marina del Gargano
A ridosso del molo di Ponente è presente il Porto Turistico di Manfredonia denominato "Marina del Gargano" con 747 posti barca da 8 a 60 m con pontili attrezzati, fondali da min. 2,50 m a 6,00 m, cantiere navale con travel lift 130 ton, bunkeraggio e carburante S.I.F. (senza imposta di fabbricazione), pump out, banchina security, rimessaggio coperto, locali deposito e posti auto numerati, corridoio privacy diportisti, eliporto. Il tutto è completato da aree verdi attrezzate, Yacht Club e Base Nautica, Piscina e Solarium, attività e servizi commerciali (ristoranti, bar, parafarmacia, tabacchi, edicola, bancomat, ecc.), noleggio bici e golf cars, parcheggio pubblico, Wi-Fi. 
Sul molo di sottoflutto è presente una passeggiata panoramica sopraelevata.  È adiacente al centro storico ed al Lungomare del Sole di Siponto.
Marina del Gargano gestito dalla società inglese "An MDL Mediterranean Network Marina" è stato inaugurato il 18 luglio 2013.

## Galleria d'immagini

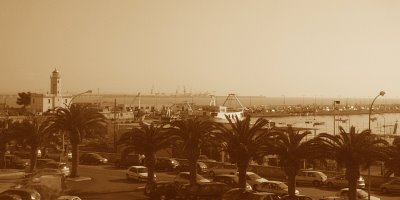
Il porto visto dal Pertuso del Monaco
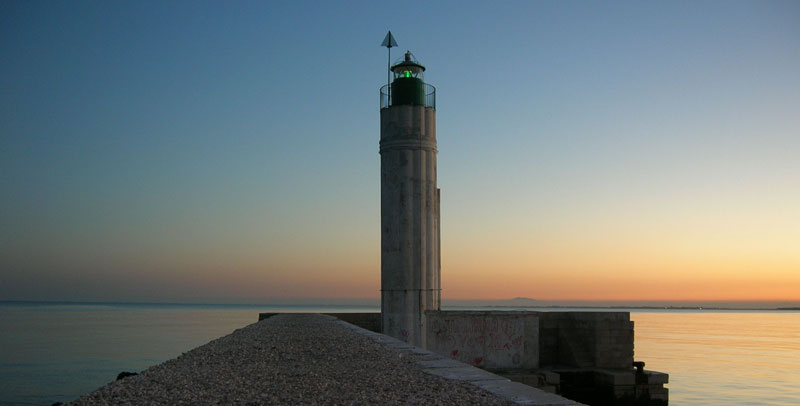
Fanale verde sul molo di Levante del porto di Manfredonia
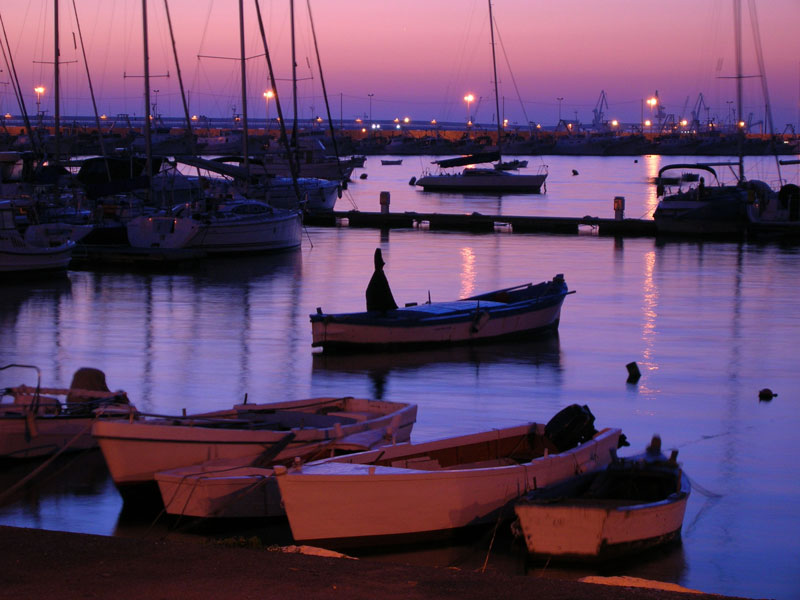
Barche da pesca all'alba
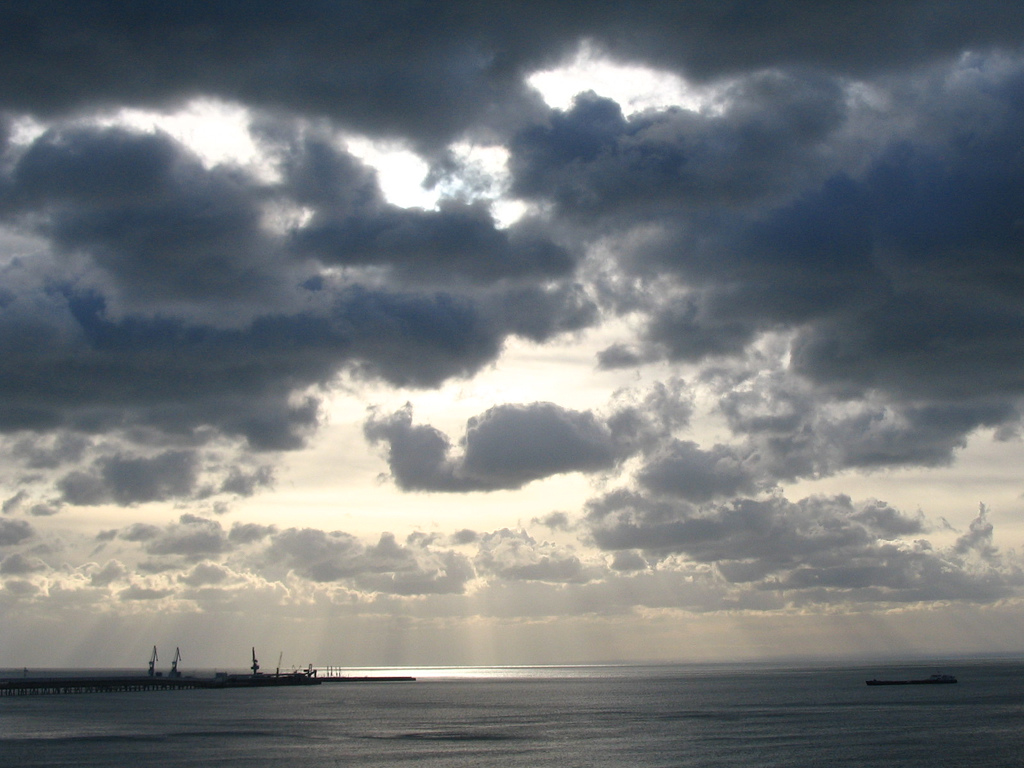
Nuvole nere sul porto Alti Fondali di Manfredonia
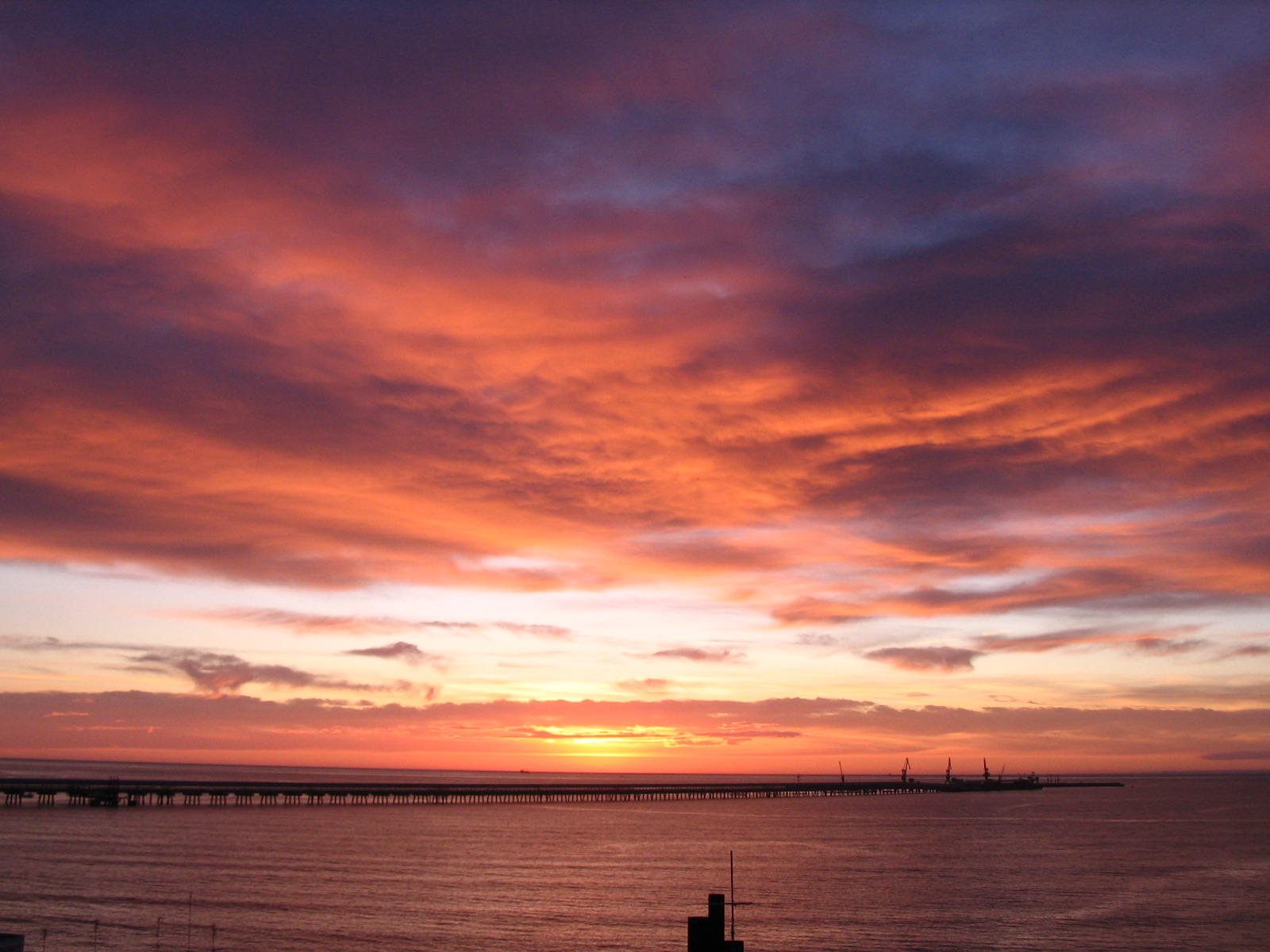
Alba sul porto Alti Fondali a Manfredonia
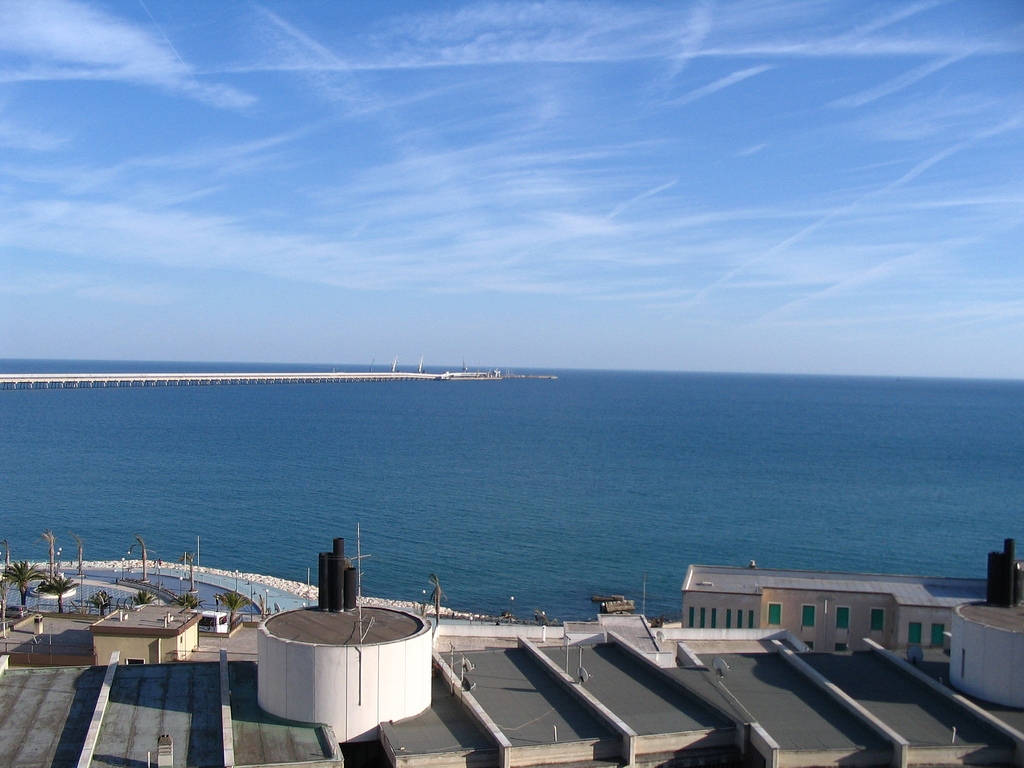
La fonda